# 郑强
郑强（1960年9月—），男，祖籍福建武夷山，生于重庆，中华人民共和国高分子科学与工程领域学者、教授。四川联合大学工学博士，成都科技大学工学硕士，浙江大学理学学士。主要研究方向为聚合物流变学、高分子复合材料等。曾任贵州大学党委副书记、校长，太原理工大学党委书记。是十二届全国人大代表。
因当众演讲能力突出、观点极富个性而广泛知名，郑强有“愤青教授”、“网红校长”之称。

## 生平
1982年郑强毕业于浙江大学化学系，获理学学士学位。1982年8月参加工作，任职于化工部晨光化工研究院工作。1985年6月加入中国共产党。1985年，郑强进入成都科技大学高分子材料系攻读硕士研究生并于1988年毕业。1988年-1990年，郑强在成都科技大学高分子研究所任教。1990年-1991年，郑强在四川联合大学高分子研究所攻读博士生。1992-1994年于日本京都大学留学。
1995年，郑强留学回到中国后，回到到浙江大学工作，任高分子系教师，先后任高分子与复合材料研究室副主任、主任。1999年，任浙江大学材料与化学工程学院副院长兼高分子科学与工程学系主任。2007年6月，任浙江大学副教务长。2008年7月，任浙江大学本科生院常务副院长、求是学院院长。2009月3月，升任浙江大学党委副书记。
2012年6月1日，郑强离开浙江大学，赴任贵州大学校长、党委副书记。任贵州大学校长期间，郑强牵头成立中西部高校联盟，曾获得“2014中国好校长”称号。
2016年12月，郑强回到浙江大学，第二次担任浙江大学党委副书记（正厅级）。
2020年4月，郑强再度离开浙江大学，任太原理工大学党委书记。2023年12月22日卸任，由中北大学党委书记沈兴全接任太原理工大学党委书记一职。

## 争议

### 包养情妇争议
2023年10月，一名呂姓網民舉報郑强在任貴州大學校長時，與舉報人女友有不正當關係，在婚內包養年齢相差30年的情婦，10月12日，鄭強在網上發聲明，證實舉報人為釋囚，曾要求鄭強做千萬元借款擔保人被拒，所發佈的言論均為惡意編造的不實訊息。同年11月30日，晋中市公安局发布《警情通报》，称吕氏是更生人，此前曾因非法吸收公众存款罪被判处5年有期徒刑。为达到个人目的，吕某某于10月10日发布有关郑强的虚假信息，严重损害郑强名誉，造成恶劣社会影响，所以，晋中警方已將呂氏拘留。

## 学术研究
郑强的主要研究方向为：聚合物流变学、多组分聚合物材料结构与性能、高分子复合材料、功能高分子材料。在多相/多组分复杂高分子填充体系流变学研究方面取得一系列成果，提出被国际上誉为“The Model of Song and Zheng”的流变“两相”模型。